# Панков, Альберт Павлович
Альберт Павлович Панков (13 ноября 1933, Луганск — 30 апреля 2020, Санкт-Петербург) — советский и российский актёр театра и кино. Народный артист Российской Федерации (2010).

## Биография
Родился в г. Луганск Украинской ССР. После окончания средней школы поступил в военное летное училище. Спустя год оставил военное училище и поступил в Музыкальное училище при Московской консерватории имени П. И. Чайковского на отделение сольного пения. Его педагог — А. Железнов. 

После окончания учебы в 1960 году начал профессиональную карьеру в Театре музыкальной комедии г. Новосибирска.

В 1962 году стал артистом Ростовского театра музыкальной комедии.
В 1965 году продолжил музыкальную карьеру в труппе Ленинградского театра музыкальной комедии, где и работал до последних дней.
Скончался от COVID-19 30 апреля 2020 года в Санкт-Петербурге. Кремирован 9 мая 2020 года. Похоронен на Смоленском кладбище в Санкт-Петербурге 19 августа 2020 года.

## Награды и звания
В 1980 году присвоено звание Заслуженного артиста РСФСР.

В 2010 году присвоено звание народный артист России.

## Творчество
Его дебютом на сцене Ленинградского театра музыкальной комедии стал спектакль «Сердце балтийца». За всю творческую карьеру сыграл более 60 ролей.

### Роли в театре
- 1965 год — «Моя прекрасная леди», Фредди.
- 1966 год — «На рассвете», Иван.
- 1966 год — «Полярная звезда», Тимур.
- 1966 год — «Баядера», принц Раджами.
- 1967 год — «Восемнадцать лет», Леша.
- 1967 год — «Королева чардаша», Эдвин.
- 1970 год — «Кавказская племянница».
- 1970 год — «Венские встречи», Принц Роберто.
- 1971 год — «Роз-Мари», золотоискатель Джим Кеньон.
- 1976 год — «Бабий бунт».
- 1977 год — «Мама, я женюсь», Руфик.
- 1977 год — «Прекрасная Елена», Парис.
- 1980 год — «Свадьба с генералом», Апломбов.
- 1981 год — «Девичий переполох», дьяк Юрий Токмаков.
- 1984 год — «Фраскита», Ипполит Галипо.
- «Севастопольский вальс», Аверин.
- «Дочь тамбурмажора», князь.
- «Летучая мышь», Фальк и князь Орловский.
- «Сильва», Микс.
- «Мистер Икс», Шпрехшталмейстер.
- «Графиня Марица», Чекко.
- «Веселая вдова», Хромов.
- «О, милый друг!», Вальтер.
- «Приключения Тома Сойера», Мистер Доббинс.
- «Мадам Помпадур», Прунир.
- «Весенний парад», император Франц-Иосиф.
- «Целуй меня, Кэт», Гарри Тревор.

### Фильмография
- 1984 год — «Огни»
- 2000 год — «Охота на Золушку»
- 2002 год — «Бригада»